# Carolina de Moras
Carolina Andrea de Moras Alvarado (née le 24 février 1981 à Osorno), est une mannequin, actrice et animatrice de télévision chilienne.

## Cinéma
| Année | Titre            | Rôle                 | Réalisateur   |
| ----- | ---------------- | -------------------- | ------------- |
| 2010  | Qué pena tu vida | María del Pilar Lyon | Nicolás López |

## Télévision

### Émissions
| Année       | Émissions                                                  | Rôle                                          | Chaîne      |
| ----------- | ---------------------------------------------------------- | --------------------------------------------- | ----------- |
| 2007        | Chocolate                                                  | Commentatrice de mode                         | Canal 13    |
| 2009        | Viva la mañana                                             | Commentatrice de mode                         | Canal 13    |
| 2010-2011   | Buenos días a todos                                        | Animatrice                                    | TVN         |
| 2013        | Live from the Red Carpet: Le Festival de Viña del Mar 2013 | Commentatrice de mode                         | Chilevisión |
| 2013        | Fiebre de Viña                                             | Animatrice (avec Cristián Sánchez et Américo) | Chilevisión |
| 2013        | ¡Salta si puedes!                                          | Animatrice (avec Rafael Araneda)              | Chilevisión |
| 2013-2015   | Talento chileno                                            | Jury                                          | Chilevisión |
| 2013        | Mujeres primero                                            | Elle-même (Invitée)                           | La Red      |
| 2014        | 55e Festival international de la chanson de Viña del Mar   | Présentatrice (avec Rafael Araneda)           | Chilevisión |
| 2014        | Dime que sí                                                | Animatrice                                    | Chilevisión |
| 2015        | Pequeños Gigantes                                          | Animatrice                                    | Chilevisión |
| 2015        | 56e Festival international de la chanson de Viña del Mar   | Animatrice (avec Rafael Araneda)              | Chilevisión |
| 2015-2018   | La mañana de Chilevisión                                   | Animatrice                                    | Chilevisión |
| 2016        | 57e Festival international de la chanson de Viña del Mar   | Animatrice (avec Rafael Araneda)              | Chilevisión |
| 2017        | 58e Festival international de la chanson de Viña del Mar   | Animatrice (avec Rafael Araneda)              | Chilevisión |
| 2018        | 59e Festival international de la chanson de Viña del Mar   | Animatrice (avec Rafael Araneda)              | Chilevisión |
| 2018        | Bake Off                                                   | Animatrice                                    | Chilevisión |
| Depuis 2019 | Cosas de mujeres                                           | Animatrice (avec Daniela Kirberg)             | TV+         |

### Séries
| Année | Série            | Rôle              | Chaîne   |
| ----- | ---------------- | ----------------- | -------- |
| 2008  | Transantiaguinos | Andrea Valdivieso | Canal 13 |

### Spéciales et unitaires
- 2010 : Téléthon Chili (ANATEL) : Présentatrice

### Sources
- (es) Cet article est partiellement ou en totalité issu de l’article de Wikipédia en espagnol intitulé « Carolina de Moras » (voir la liste des auteurs).